# Johan Gustaf Forsgren
Johan Gustaf Forsgren, född 1776, död 5 februari 1812 i Stockholm, var en svensk konduktör vid Överintendentsämbetet och tecknare. Forsgren studerade teckning för Louis Jean Desprez och fick 1805 professors titel.
Han ritade bland annat huvudbyggnaderna vid Karlslunds herrgård och Hinsebergs herrgård.

## Bilder

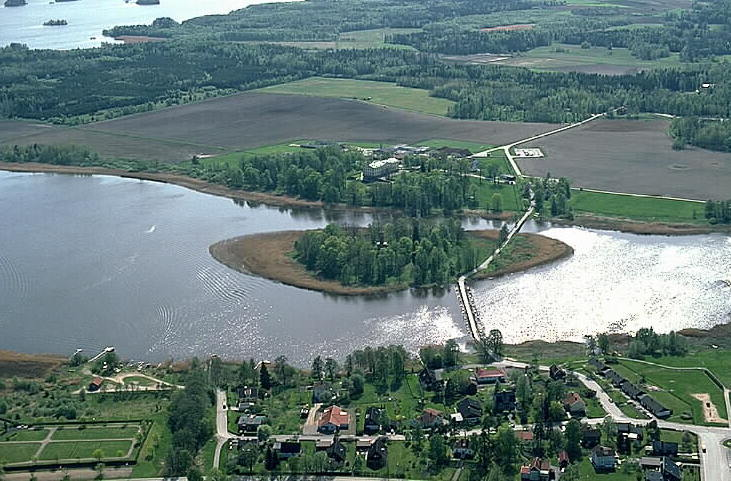
Hinsebergs herrgård
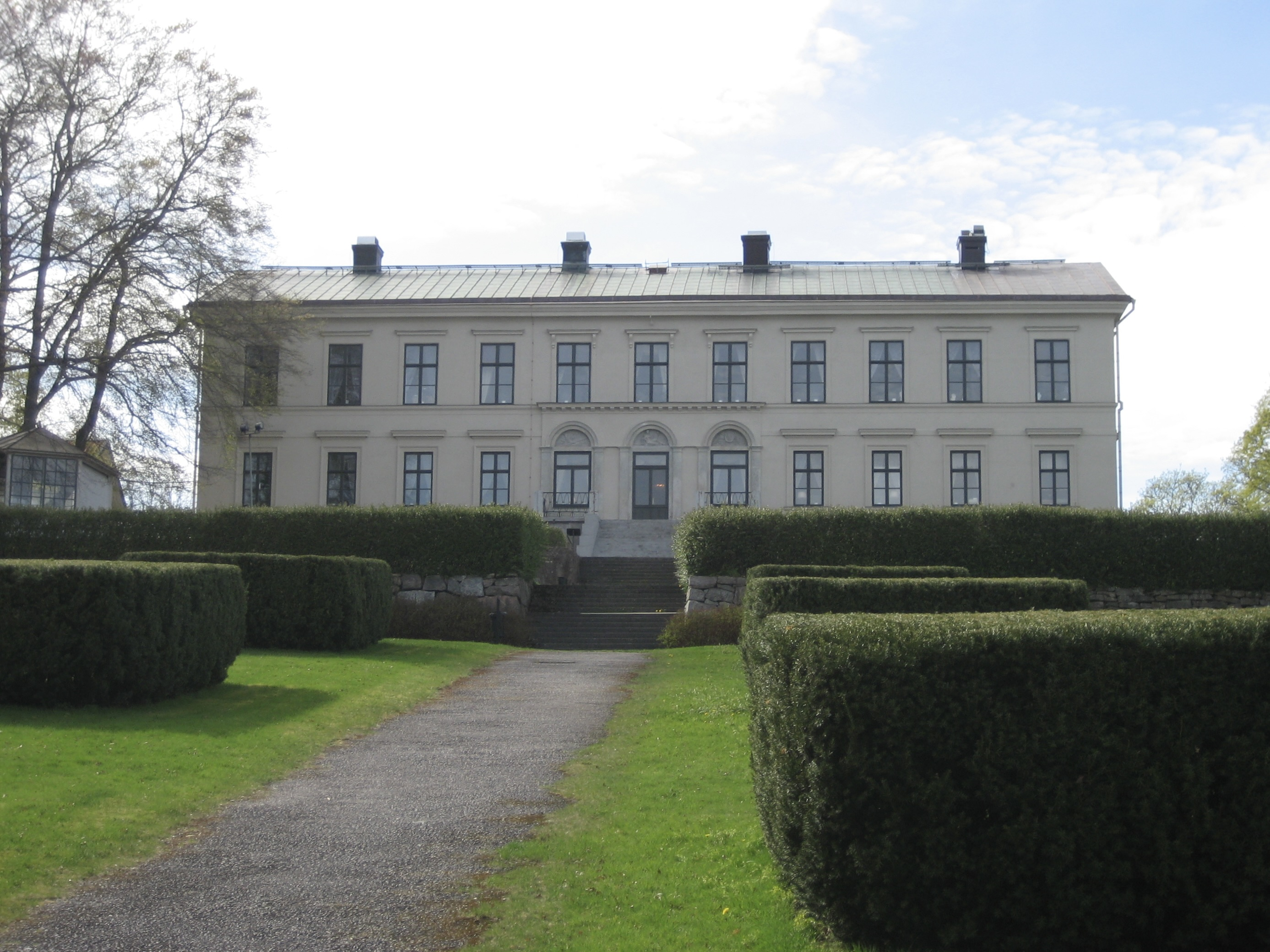
Karlslunds herrgård